# Chiaki Miyamoto
 (mars 2024).
Si vous disposez d'ouvrages ou d'articles de référence ou si vous connaissez des sites web de qualité traitant du thème abordé ici, merci de compléter l'article en donnant les références utiles à sa vérifiabilité et en les liant à la section « Notes et références ».
Chiaki Miyamoto  est une illustratrice japonaise d'albums pour la jeunesse née le 11 août 1975 à Osaka, au Japon. 

## Biographie
Née en 1975 au Japon, Chiaki Miyamoto est diplômée de l’école professionnelle de communication visuelle d’Osaka, sa ville natale.
Après une première expérience de graphiste au Japon, elle s’installe en France en 2000 pour concrétiser sa grande passion : devenir illustratrice pour enfants.
Elle rejoint l’école Émile Cohl de Lyon et en sort diplômée en 2003. Depuis, elle publie régulièrement des ouvrages pour les enfants et travaille également pour la presse.
Chiaki vit et travaille à Lyon.

## Titres publiés en France
- Le Perroquet de l'empereur - Course à travers le Japon !, texte de Davide Cali, publié chez nobi nobi !
- Les couleurs de Bilo, texte d'Alain Chiche, publié chez nobi nobi !
- Le petit monde de Miki, texte de Dominique Vochelle, publié chez Gallimard Jeunesse
- Un jour d'EDEN, publié chez les éditions Grandir
- Chante, Rossignol, Chante !, texte de Françoise de Guibert, livre-CD publié chez Naive
- Le +Bo publié chez Albin Michel Jeunesse
- Mon panda, texte de Ramona Bădescu, publié aux éditions Belem
- Lili et Patapon, texte de Karine-Marie Amiot, publié chez Lito éditions
- Petit fantôme, texte de Ramona Bădescu, publié chez Gallimard Jeunesse
- Le mouchoir à chagrin, texte d'Anne-Marie de Monsabert, publié aux éditions Nathan
- Coline, texte de Alex Cousseau, éditions Sarbacane, 2010